# NGC 6094
NGC 6094 (другие обозначения — UGC 10228, MCG 12-15-52, ZWG 338.45, NPM1G +72.0141, PGC 57167) — линзообразная галактика (S0) в созвездии Малая Медведица.
Этот объект входит в число перечисленных в оригинальной редакции «Нового общего каталога».